# クリープバック
クリープバック（英：CreepbackあるいはCreep-back）は光学式爆撃標準器を使用する爆撃機が爆撃目標に到達する前に兵器を段階的に投下した結果、航路後方に爆撃が集中することである。これは第二次世界大戦中のイギリス空軍爆撃軍団（en:Bomber Command）の夜間空爆で特に顕著な現象だった。
第二次世界大戦時、爆撃機が一番危険に晒される時間は目標へ到達するまでの爆撃航程であった。爆撃機のパイロットは敵の高射砲の激しい対空砲火にさらされ、サーチライト、夜間戦闘機を含む対空兵器に捕捉されても機体の水平を保ち一直線に飛ばなければならなかった。そのため乗組員達は「尻込み」し、目標指標照明弾が標準点を示すわずか前に爆弾を投下してしまいたいという強い衝動に駆られた。短時間で爆弾の投下を終えて帰還したがる後続機の乗組員は低空爆撃であがった炎を投下目標点に用いる傾向があり「爆撃は必然的に爆撃航程の線に沿ってクリープバックした。」
問題は最初のマークが煙と炎で消えたり隠れたりすることで再び目標にマークし直す必要が生じた事により更に悪化した。目標指標機もまたクリープバックの影響を受けやすく、これが続く第二波の爆撃機のクリープバックを加速させた。
イギリス空軍はクリープバック問題に対する効果的な対策を見つけることが出来ず、結局それを爆撃計画に取り込むことにした。爆撃機が接近するに従って最初の標準点を目標の向こう側に設定し「クリープバック」の爆撃パターンが目標と重なるようにしたが、通常その対象になるのは都市の工業地域か住宅地域だった。イギリスの爆撃戦術では爆撃機がそれぞれ設定された高さとコースを飛行し単独で爆撃したが、それとは対照的にアメリカ軍の爆撃機は大規模かつ密集した編隊を組み、先頭の爆撃機が爆撃を開始すると同時に全機が爆弾を投下したため、アメリカが行なった昼間爆撃ではクリープバックはあまり顕著ではなかったようである。